# Belgický senát

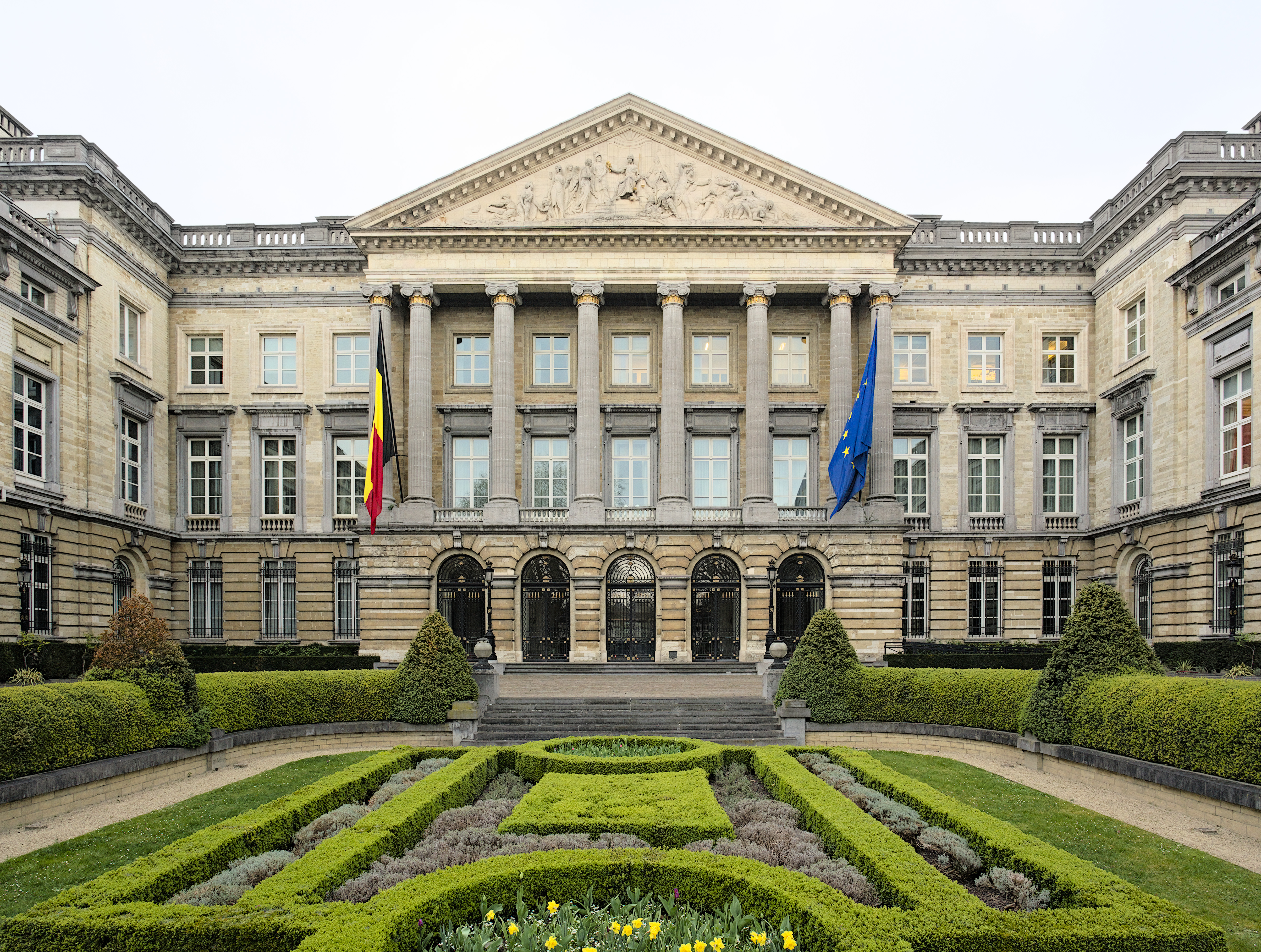
Palace of the Nation v Bruselu

Belgický Senát (nizozemsky: Senaat, francouzsky: Sénat, německy: der Senat) je horní komorou z dvoukomorového federálního parlamentu v Belgii.

## Volební systém
Do roku 2014 bylo z celkem 71 zvolených senátorů 40 voleno přímo, 21 jmenováno Společenstvím a 10 senátorů bylo kooptováno. Celkové rozdělení mandátů mezi strany bylo však určeno v přímých volbách.
V roce 2014 byla přijata výrazná reforma Senátu. Byla zrušena přímá volba senátorů a jejich počet zredukován na 60. 50 senátorů je volených regiony a společenstvími, zbylých 10 je kooptováno. Z padesáti volených senátorů je voleno 29 vlámským parlamentem, 10 francouzským společenstvím, 8 valonským parlamentem, 2 francouzsky Mluvícími reprezentanty Bruselu a 1 germanofonním společenstvím.

## Seznam stálých výborů
- Výbor pro spravedlnost
- Výbor pro zahraniční vztahy a obranu
- Výbor pro institucionální záležitosti
- Výbor pro finance a hospodářství
- Výbor pro vnitro a administrativní záležitosti
- Výbor pro sociální věcí